# 塞纳河畔欧托
塞纳河畔欧托（法語：Hautot-sur-Seine，法語發音：[oto syʁ sɛn]）是法国滨海塞纳省的一个市镇，属于鲁昂区。

## 地理
塞纳河畔欧托（49°21'41"N, 0°58'43"E）面积2.16 平方千米，位于法国诺曼底大区滨海塞纳省，该省份为法国北部沿海省份，其西部及北部濒大西洋英吉利海峡，东起顺时针与索姆省、瓦兹省、厄尔省和卡爾瓦多斯省接壤。
与塞纳河畔欧托接壤的市镇（或旧市镇、城区）包括：瓦勒德拉艾、大库罗讷、萨于尔。

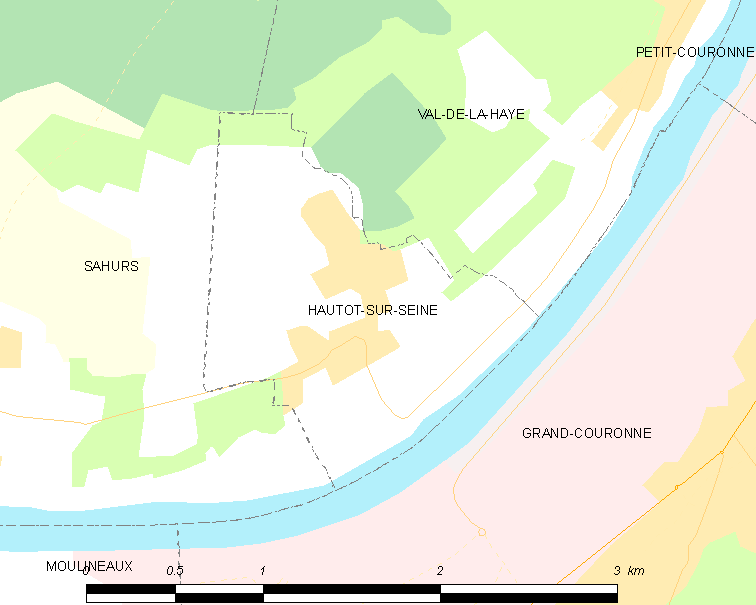
塞纳河畔欧托的OSM定位图

塞纳河畔欧托的时区为UTC+01:00、UTC+02:00（夏令时）。

## 行政
塞纳河畔欧托的邮政编码为76113，INSEE市镇编码为76350。

## 政治
塞纳河畔欧托所属的省级选区为康特勒县。

## 人口

1962-2008年间塞纳河畔欧托人口变化图示

塞纳河畔欧托于2022年1月1日时的人口数量为395人。